# Махново (Новгородская область)
Махново — деревня в Окуловском муниципальном районе Новгородской области, относится к Кулотинскому городскому поселению.

## Географическое положение
Деревня Махново расположена в 5 км к югу от посёлка Кулотино, в 4 км к востоку от города Окуловка.
К востоку от деревни Махново в 200 м находится деревня Глазово, а в 1 км к западу расположена деревня Подберезье.

## Население
| 2010 |
| ---- |
| 6    |

## История
В XV—XVII веках деревня Махново относилась к Полищском погосту Деревской пятины Новгородской земли.
В 1460—1470-х, на закате Новгородской республики, деревней владел знатный новгородский боярин Василий Никифоров; в 1480-х — его тесть, знатный московский боярин Василий Захарьевич Ляцкий; а в 1495 — Иван Васильевич Ляцкий.
В 1776—1792, 1802—1918 деревня Махново находилась в Крестецком уезде Новгородской губернии. С начала XIX века — в образованной Заозерской волости Крестецкого уезда с центром в деревне Заозерье.
Отмечена на специальной карте 1826—1840 годов.
В 1908 в деревне Махново было 14 дворов и 19 домов с населением 90 человек. Имелись часовня и частная лавка.
В середине XX века в деревне Махново было 21 жилое строение, существовал колхоз «Трактор».
До 2005 деревня Махново относилась к Полищенскому сельсовету.

## Транспорт
Ближайшие ж/д станции расположены в посёлке Кулотино и городе Окуловка:
- В Кулотино — станция на ж/д линии Окуловка — Неболчи, проложенной при обороне Ленинграда во время Великой Отечественной войны в 1941 году;
- в Окуловке — станция на главном ходу Октябрьской железной дороги.

## Достопримечательности
В 6 км к северу от деревни Махново расположен памятник природы «Опеченские горы»